# Crisi de Kodori de 2001
La crisi de Kodori de 2001 va ser un enfrontament a la vall de Kodori (Abkhàzia) l'octubre de 2001 entre georgians (que comptaven amb el suport de combatents d'ètnia txetxena) i forces abkhazes. La crisi va ser ignorada pels mitjans de comunicació mundials, que es van centrar en l'atac dels Estats Units a l'Afganistan. Els combats van causar la mort d'almenys 40 persones.

## Cronologia
El 4 d'octubre de 2001, un grup de combatents txetxens i georgians dirigits pel comandant Ruslan Gelayev va entrar en el barranc des del costat georgià i va atacar el petit poble Giorgievskoe. Després, el 8 d'octubre de 2001, un helicòpter que transportava observadors de les Nacions Unides va ser derrocat sobre Kodori, causant nou morts.

## Conseqüències
El 5 d'agost de 2004, Valery Chkhetiani, un dels combatents georgians capturats per les forces abkhazes, va sofrir un vessament cerebral durant un passeig i va ser traslladat a un hospital, on va morir l'endemà passat, el 7 d'agost. Chkhetiani, resident a Kutaissi i nascut en 1973, havia estat condemnat a una pena de 15 anys de presó.
El 29 de juliol de 2006, Mart Laar, ex-primer ministre d'Estònia i llavors assessor del president georgià, va ser citat dient que el conflicte de Kodori havia estat dissenyat per Rússia. Laar també va advertir que eren d'esperar futures provocacions de Geòrgia per part de Rússia, però que Geòrgia s'havia preparat per a superar qualsevol desafiament que aquesta li plantegés.
El 30 d'abril de 2008, Rússia va acusar Geòrgia de concentrar 1.500 soldats a la regió de Kodori per a preparar la invasió d'Abkhàzia. Geòrgia va sostenir que les tropes eren presents en virtut d'un acord de 1994 que permetia la presència de forces de manteniment de la pau a la regió i que eren essencials per a mantenir l'ordre després de la crisi de Kodori de 2001. Rússia va respondre amb el desplegament de tropes a la regió, la qual cosa va augmentar les tensions entre Rússia i Geòrgia. Aquestes forces participarien posteriorment en la guerra de 2008.